# Pica-pau-do-campo
O pica-pau-do-campo (Colaptes campestris) é um grande pica-pau sul-americano, campestre e terrícola.
Tal ave mede cerca de 32 cm de comprimento, com costas e asas marrons listradas de branco, peito e laterais do pescoço amarelos, boné preto e garganta preta ou branca, de acordo com a raça geográfica. Também é conhecido pelos nomes de chanchã, chanchão, pica-pau-de-manga e pica-pau-malhado.
Habita zonas de pastagens, savanas e matagal e pode ser encontrado na Argentina, Bolívia, Brasil, Paraguai, Suriname e Uruguai.

## Subespécies
São reconhecidas duas subespécies:
- Colaptes campestris campestris (Vieillot, 1818) - ocorre do Sul do Suriname até o Leste do Brasil, na Bolívia, na região central do Paraguai e em Missiones na Argentina; Esta subespécie possui a garganta na cor negra.
- Colaptes campestris campestroides (Malherbe, 1849) - ocorre do Sul do Paraguai até o Sudeste do Brasil, no Uruguai e no Centro da Argentina. Esta subespécie possui a garganta na cor branca.